# Wishing A Special Christmas To You
Wishing A Special Christmas To You featuring Miwa Yoshida（ウィッシング ア スペシャル クリスマス トゥ ユー フィーチャリング ミワ ヨシダ）は、F.O.Hのミニアルバム。

## 解説
1曲目でDREAMS COME TRUEの吉田美和がヴォーカルで参加している。2曲目は同じくドリカムの「雪のクリスマス」のカヴァー。歌詞が少々異なる。
ヴォーカル入り音源3曲（うち1曲はリミックス）＋インスト1曲収録しており、このようなCDはシングルでもよく見られるが、ミニアルバムという扱いになっている。

## 収録曲
1. Wishing A Special Christmas To You
（作詞:Arata,Yutaka,坂井俊浩 作曲:今井了介,Hiro 編曲:今井了介,F.O.H ストリングス・アレンジ:大谷幸）
2. 雪のクリスマス
（作詞:吉田美和 作曲:吉田美和,中村正人 編曲:今井了介,F.O.H）
3. BE ALRIGHT (AKIRA'S FULL OF HER MONEY REMIX)
（作詞:F.O.H 作曲:今井了介,F.O.H 編曲:AKIRA コーラス・アレンジ:F.O.H,今井了介）
4. Wishing A Special Christmas To You (Instrumental Version)
（作曲:今井了介,Hiro 編曲:今井了介,F.O.H ストリングス・アレンジ:大谷幸）